# Danh sách Đại sứ Hoa Kỳ tại Nga
Đại sứ Hoa Kỳ tại Nga là những vị đại sứ đặc mệnh toàn quyền của Hợp chúng quốc Hoa Kỳ tại Liên bang Nga. Lynn Tracy từ ngày 30 tháng 1 năm 2023.

## Danh sách

### Đế quốc Nga (1780 – 1917)
| Tên (Bang)                               | Chân dung   | Bổ nhiệm             | Nhậm chức            | Mãn nhiệm            | Ghi chú |
| ---------------------------------------- | ----------- | -------------------- | -------------------- | -------------------- | --- |
| Francis Dana Massachusetts               | không khung | 19 tháng 12 năm 1780 |                      | Tháng 9 năm 1793     | Hoạt động với vai trò tương đương chức vụ nhưng không tuyên thệ chính thức tại tòa. |
| William Short Virginia                   | không khung | 8 tháng 9 năm 1808   |                      |                      | Được bổ nhiệm hoạt động trong khi Thượng viện vắng mặt. Không hoạt động với vai trò tương đương chức vụ, đề cử của ông bị Thượng viện bác bỏ trong khi ông đang trên đường đi nhậm chức |
| John Quincy Adams Massachusetts          | không khung | 27 tháng 6 năm 1809  | 5 tháng 11 năm 1809  | 28 tháng 4 năm 1814  | Đề cử ngày 6 tháng 3 năm 1809 nhưng bị Thượng viện bác bỏ; đề cử ngày 26 tháng 6 cùng năm và được chấp thuận bổ nhiệm |
| James A. Bayard Delaware                 | không khung | 28 tháng 2 năm 1815  |                      |                      | Không thực hiện chức vụ này. |
| William Pinkney Maryland                 | không khung | 7 tháng 3 năm 1816   | 13 tháng 1 năm 1817  | 14 tháng 2 năm 1818  | |
| George Washington Campbell Tennessee     | không khung | 16 tháng 4 năm 1818  | 7 tháng 2 năm 1819   | 8 tháng 7 năm 1820   | |
| Henry Middleton Nam Carolina             | không khung | 6 tháng 4 năm 1820   | 17 tháng 6 năm 1821  | 3 tháng 8 năm 1830   | |
| John Randolph Virginia                   | không khung | 26 tháng 5 năm 1830  |                      | 19 tháng 9 năm 1830  | Có hoạt động trên vị trí chức vụ nhưng không có thông tin rõ ràng hơn. |
| James Buchanan Pennsylvania              | không khung | 4 tháng 1 năm 1832   | 11 tháng 6 năm 1832  | 5 tháng 8 năm 1833   | |
| Mahlon Dickerson New Jersey              | không khung | 28 tháng 5 năm 1834  |                      |                      | Không nhậm chức. |
| William Wilkins Pennsylvania             | không khung | 30 tháng 6 năm 1834  | 14 tháng 12 năm 1834 | 24 tháng 12 năm 1835 | |
| John Randolph Clay Pennsylvania          | không khung | 29 tháng 6 năm 1836  | 2 tháng 6 năm 1836   | 5 tháng 8 năm 1837   | |
| George M. Dallas Pennsylvania            | không khung | 7 tháng 3 năm 1837   | 6 tháng 8 năm 1837   | 28 tháng 7 năm 1839  | |
| Churchill C. Cambreleng New York         | không khung | 25 tháng 5 năm 1840  | 21 tháng 9 năm 1840  | 13 tháng 7 năm 1841  | Được bổ nhiệm hoạt động nhưng không có ghi chép rõ ràng; thư nhậm chức được gửi ngày 25 tháng 5 năm 1840 |
| Charles Stewart Todd Kentucky            | không khung | 27 tháng 8 năm 1841  | 28 tháng 11 năm 1841 | 27 tháng 1 năm 1842  | |
| Ralph I. Ingersoll Connecticut           |             | 8 tháng 8 năm 1846   | 30 tháng 5 năm 1847  | 1 tháng 7 năm 1848   | |
| Arthur P. Bagby Alabama                  | không khung | 15 tháng 6 năm 1848  | 14 tháng 1 năm 1849  | 14 tháng 5 năm 1849  | |
| Neill S. Brown Tennessee                 | không khung | 2 tháng 5 năm 1850   | 13 tháng 8 năm 1850  | 23 tháng 6 năm 1853  | |
| Thomas H. Seymour Connecticut            | không khung | 21 tháng 5 năm 1853  | 2 tháng 4 năm 1854   | 17 tháng 7 năm 1858  | Được bổ nhiệm chức vụ trong khi Thượng viện tạm vắng mặt; tái bổ nhiệm hoạt động chức vụ sau khi được Thượng viện phê chuẩn vào ngày 6 tháng 12 năm 1853 |
| Francis W. Pickens Nam Carolina          | không khung | 11 tháng 1 năm 1858  | 18 tháng 7 năm 1858  | 9 tháng 9 năm 1858   | |
| John Appleton Maine                      | không khung | 8 tháng 6 năm 1860   | 9 tháng 9 năm 1860   | 8 tháng 6 năm 1861   | |
| Cassius Marcellus Clay Kentucky          | không khung | 28 tháng 3 năm 1861  | 14 tháng 7 năm 1861  | 25 tháng 6 năm 1862  | |
| Simon Cameron Pennsylvania               | không khung | 17 tháng 1 năm 1862  | 25 tháng 6 năm 1862  | 18 tháng 9 năm 1861  | |
| Cassius Marcellus Clay Kentucky          | không khung | 11 tháng 3 năm 1863  | 7 tháng 5 năm 1863   | 1 tháng 10 năm 1869  | |
| John L. Dawson Pennsylvania              | không khung |                      |                      |                      | Không được bổ nhiệm hoạt động; đề cử bị Thượng viện bác bỏ. |
| Henry A. Smythe New York                 | không khung |                      |                      |                      | Không được bổ nhiệm hoạt động; đề cử bị Thượng viện trì hoãn. |
| Andrew G. Curtin Pennsylvania            | không khung | 16 tháng 4 năm 1869  | 28 tháng 10 năm 1869 | 1 tháng 7 năm 1872   | |
| James Lawrence Orr Nam Carolina          | không khung | 12 tháng 12 năm 1872 | 18 tháng 3 năm 1873  | 6 tháng 5 năm 1873   | |
| Marshall Jewell Connecticut              | không khung | 29 tháng 5 năm 1873  | 9 tháng 12 năm 1873  | 19 tháng 7 năm 1874  | Được bổ nhiệm chức vụ trong khi Thượng viện tạm vắng mặt; tái bổ nhiệm hoạt động chức vụ sau khi được Thượng viện phê chuẩn vào ngày 10 tháng 12 năm 1873 |
| George H. Boker Pennsylvania             | không khung | 13 tháng 1 năm 1875  | 24 tháng 7 năm 1875  | 14 tháng 1 năm 1878  | |
| Edwin W. Stoughton New York              | không khung | 30 tháng 10 năm 1877 | 14 tháng 1 năm 1878  | 2 tháng 3 năm 1879   | |
| John W. Foster Indiana                   | không khung | 26 tháng 1 năm 1880  | 11 tháng 6 năm 1880  | 1 tháng 8 năm 1881   | |
| William H. Hunt Louisiana                | không khung | 12 tháng 4 năm 1882  | 23 tháng 8 năm 1882  | 27 tháng 2 năm 1884  | Mất trong khi đang tại nhiệm. |
| Aaron Augustus Sargent California        | không khung |                      |                      |                      | Không được bổ nhiệm hoạt động mặc dù việc đề cử được Thượng viện thông qua. |
| Alphonso Taft Ohio                       | không khung | 4 tháng 7 năm 1884   | 3 tháng 9 năm 1884   | 31 tháng 7 năm 1885  | |
| Alexander R. Lawton Georgia              | không khung |                      |                      |                      | Không được bổ nhiệm hoạt động; đề cử bị rút trước khi Thượng viện ra quyết định về đề cử này. |
| George V. N. Lothrop Michigan            | không khung | 7 tháng 5 năm 1885   | 31 tháng 5 năm 1885  | 1 tháng 8 năm 1888   | Được bổ nhiệm chức vụ trong khi Thượng viện tạm vắng mặt; tái bổ nhiệm hoạt động chức vụ sau khi được Thượng viện phê chuẩn vào ngày 13 tháng 1 năm 1886 |
| Lambert Tree Illinois                    | không khung | 25 tháng 9 năm 1888  | 4 tháng 1 năm 1889   | 2 tháng 2 năm 1889   | |
| C. Allen Thorndike Rice New York         | không khung |                      |                      |                      | Được tuyên bố chức vụ, nhưng chết tại Hoa Kỳ trước khi tiếp nhận chức vụ. |
| Charles Emory Smith Pennsylvania         | không khung | 14 tháng 2 năm 1890  | 14 tháng 5 năm 1890  | 17 tháng 4 năm 1892  | |
| Andrew D. White New York                 | không khung | 22 tháng 7 năm 1892  | 7 tháng 11 năm 1892  | 1 tháng 10 năm 1894  | |
| Clifton R. Breckinridge Arkansas         | không khung | 20 tháng 7 năm 1894  | 1 tháng 11 năm 1894  | 10 tháng 12 năm 1897 | Chính thức được công nhận vị trí vào ngày 1 tháng 10 năm 1894 |
| Ethan A. Hitchcock Arkansas              | không khung | 16 tháng 8 năm 1897  | 16 tháng 12 năm 1897 |                      | Được bổ nhiệm chức vụ trong khi Thượng viện tạm vắng mặt; tái bổ nhiệm hoạt động chức vụ sau khi được Thượng viện phê chuẩn vào ngày 18 tháng 12 năm 1897 |
| Ethan A. Hitchcock Arkansas              | không khung | 11 tháng 2 năm 1898  | 21 tháng 3 năm 1898  | 28 tháng 1 năm 1899  | Chức vụ được nâng lên thành Đại sứ đặc mệnh toàn quyền. |
| Charlemagne Tower, Jr. Pennsylvania      | không khung | 12 tháng 2 năm 1899  | 19 tháng 3 năm 1899  | 19 tháng 11 năm 1902 | |
| Robert S. McCormick Illinois             | không khung | 26 tháng 9 năm 1902  | 12 tháng 1 năm 1903  | 27 tháng 3 năm 1905  | Được bổ nhiệm chức vụ trong khi Thượng viện tạm vắng mặt; tái bổ nhiệm hoạt động chức vụ sau khi được Thượng viện phê chuẩn vào ngày 8 tháng 12 năm 1902 |
| George von Lengerke Meyer Massachusetts  | không khung | 8 tháng 3 năm 1905   | 12 tháng 4 năm 1905  | 26 tháng 1 năm 1907  | |
| John W. Riddle Minnesota                 | không khung | 19 tháng 12 năm 1906 | 8 tháng 2 năm 1907   | 8 tháng 9 năm 1909   | |
| William Woodville Rockhill Quận Columbia | không khung | 17 tháng 5 năm 1909  | 11 tháng 11 năm 1910 | 17 tháng 6 năm 1911  | |
| Curtis Guild Massachusetts               | không khung | 24 tháng 4 năm 1911  | 17 tháng 8 năm 1911  | 24 tháng 4 năm 1913  | |
| Henry M. Pindell Illinois                | không khung | 27 tháng 1 năm 1914  |                      |                      | Bị từ chối bổ nhiệm. |
| George T. Marye California               | không khung | 9 tháng 7 năm 1914   | 30 tháng 10 năm 1914 | 29 tháng 3 năm 1916  | Từ nhiệm do sức khỏe yếu. |
| David R. Francis Missouri                | không khung | 6 tháng 3 năm 1916   | 5 tháng 5 năm 1916   | 7 tháng 11 năm 1917  | Quan hệ ngoại giao bị gián đoạn, chính phủ Mỹ đến ngày 7 tháng 11 năm 1917, ngày mà Francis rời Nga, thì vẫn tiếp tục không công nhận tân Chính phủ nước này. Francis sau đó vẫn tiếp tục làm việc với vai trò là Đại biện lâm thời của đoàn sứ quán Hoa Kỳ khi đại sứ quán nước này tại Nga đóng cửa vào ngày 14 tháng 9 năm 1919. |

### Liên Xô (1933–1991)
| Tên (Bang)                                  | Chân dung   | Bổ nhiệm             | Nhậm chức            | Mãn nhiệm            | Ghi chú |
| ------------------------------------------- | ----------- | -------------------- | -------------------- | -------------------- | --- |
| William Christian Bullitt, Jr. Pennsylvania | không khung | 21 tháng 11 năm 1923 | 13 tháng 12 năm 1933 | 16 tháng 5 năm 1936  | Được bổ nhiệm chức vụ trong khi Thượng viện tạm vắng mặt; tái bổ nhiệm hoạt động chức vụ sau khi được Thượng viện phê chuẩn vào ngày 15 tháng 1 năm 1934                |
| Joseph E. Davies Quận Columbia              | không khung | 16 tháng 11 năm 1936 | 25 tháng 1 năm 1937  | 11 tháng 6 năm 1938  | Được bổ nhiệm chức vụ trong khi Thượng viện tạm vắng mặt; tái bổ nhiệm hoạt động chức vụ sau khi được Thượng viện phê chuẩn vào ngày 23 tháng 1 năm 1937                |
| Laurence A. Steinhardt New York             | không khung | 23 tháng 3 năm 1939  | 11 tháng 8 năm 1939  | 12 tháng 11 năm 1941 | |
| William H. Standley California              | không khung | 14 tháng 2 năm 1942  | 14 tháng 4 năm 1942  | 19 tháng 9 năm 1943  | |
| W. Averell Harriman New York                | không khung | 7 tháng 10 năm 1943  | 23 tháng 10 năm 1943 | 24 tháng 1 năm 1946  | |
| Walter Bedell Smith Quận Columbia           | không khung | 22 tháng 3 năm 1946  | 3 tháng 4 năm 1946   | 25 tháng 12 năm 1948 | |
| Alan G. Kirk New York                       | không khung | 21 tháng 5 năm 1949  | 4 tháng 7 năm 1949   | 6 tháng 10 năm 1951  | |
| George F. Kennan Pennsylvania               | không khung | 14 tháng 3 năm 1952  | 14 tháng 5 năm 1952  | 19 tháng 9 năm 1952  | Chính quyền Liên Xô liệt Kennan vào danh sách những nhân vật không được hoan nghênh đến Liên Xô vào ngày 3 tháng 10 năm 1952, và ông không bao giờ trở lại chức vụ nữa. |
| Charles E. Bohlen Quận Columbia             | không khung | 27 tháng 3 năm 1953  | 20 tháng 4 năm 1953  | 18 tháng 4 năm 1957  | |
| Llewellyn Thompson Colorado                 | không khung | 3 tháng 6 năm 1957   | 16 tháng 7 năm 1957  | 27 tháng 7 năm 1962  | |
| Foy D. Kohler Ohio                          |             | 20 tháng 8 năm 1962  | 27 tháng 9 năm 1962  | 14 tháng 11 năm 1966 | |
| Llewellyn Thompson Colorado                 | không khung | 20 tháng 8 năm 1962  | 23 tháng 1 năm 1963  | 14 tháng 1 năm 1969  | |
| Jacob D. Beam New Jersey                    |             | 14 tháng 3 năm 1969  | 18 tháng 4 năm 1969  | 24 tháng 1 năm 1973  | Adolph Dubs phục vụ với tư cách là Đại biện lâm thời từ tháng 1 năm 1973 đến tháng 3 năm 1974                                                                           |
| Walter J. Stoessel, Jr. California          | không khung | 19 tháng 12 năm 1973 | 4 tháng 3 năm 1974   | 13 tháng 9 năm 1976  | |
| Malcolm Toon New York                       | không khung | 24 tháng 11 năm 1976 | 18 tháng 1 năm 1977  | 16 tháng 10 năm 1979 | Được bổ nhiệm chức vụ trong khi Thượng viện tạm vắng mặt; tái bổ nhiệm hoạt động chức vụ sau khi được Thượng viện phê chuẩn vào ngày 8 tháng 6 năm 1937                 |
| Thomas J. Watson, Jr. Connecticut           | không khung | 10 tháng 10 năm 1979 | 29 tháng 10 năm 1979 | 15 tháng 1 năm 1981  | |
| Arthur A. Hartman Maryland                  | không khung | 28 tháng 9 năm 1981  | 26 tháng 10 năm 1981 | 20 tháng 2 năm 1987  | |
| Jack F. Matlock, Jr. Florida                | không khung | 12 tháng 3 năm 1987  | 6 tháng 4 năm 1987   | 11 tháng 8 năm 1991  | |
| Robert S. Strauss Texas                     | không khung | 2 tháng 8 năm 1991   | 24 tháng 8 năm 1991  | 19 tháng 11 năm 1992 | Được bổ nhiệm chức vụ đến Liên Xô - tiếp tục làm việc cho Nga sau khi Liên Xô sụp đổ.                                                                                   |

### Nga (1992–nay)
| Tên (Bang)                         | Chân dung   | Nhậm chức            | Mãn nhiệm           | Ghi chú |
| ---------------------------------- | ----------- | -------------------- | ------------------- | --- |
| Thomas R. Pickering New Jersey     | không khung | 21 tháng 5 năm 1993  | 1 tháng 11 năm 1996 | Đại biện lâm thời: Richard M. Miles (Tháng 11 năm 1996 – Tháng 5 năm 1997) và John F. Tefft (Tháng 5 năm 1997 – Tháng 1 năm 1998). |
| James Franklin Collins Illinois    | không khung | 2 tháng 9 năm 1997   | 10 tháng 7 năm 2001 | |
| Alexander Vershbow Massachusetts   | không khung | 17 tháng 10 năm 2001 | 22 tháng 7 năm 2005 | |
| William Joseph Burns Quận Columbia | không khung | 10 tháng 8 năm 2005  | 27 tháng 6 năm 2008 | |
| John Beyrle Michigan               | không khung | 3 tháng 7 năm 2008   | 15 tháng 9 năm 2011 | |
| Michael McFaul Montana             | không khung | 10 tháng 1 năm 2012  | 4 tháng 2 năm 2014  | |
| John Francis Tefft Wisconsin       | không khung | 1 tháng 8 năm 2014   | 28 tháng 9 năm 2017 | Đại biện lâm thời: Anthony Godfrey (không rõ thời gian cụ thể)                                                                     |
| Jon Huntsman Jr. Utah              | không khung | 3 tháng 10 năm 2017  | 7 tháng 8 năm 2019  | |
| John J. Sullivan Maryland          | không khung | 16 tháng 1 năm 2020  | 4 tháng 9 năm 2022  | |
| Lynn Tracy Ohio                    |             | 21 tháng 12 năm 2022 |                     | |